# جوي ايستيرهاس
جوي ايستيرهاس (بالإنجليزية: Joe Eszterhas) (و. 1944  م) هو كاتب سيناريو، وكاتب، وصحفي أمريكي.

## التعليم
تعلم في جامعة أوهايو.

## وصلات خارجية
- جوي ايستيرهاس على موقع IMDb (الإنجليزية)
- جوي ايستيرهاس على موقع ألو سيني (الفرنسية)
- جوي ايستيرهاس على موقع قاعدة بيانات برودواي على الإنترنت (الإنجليزية)
- جوي ايستيرهاس على موقع إن إن دي بي (الإنجليزية)
- جوي ايستيرهاس على موقع قاعدة بيانات الفيلم (الإنجليزية)

- جوي ايستيرهاس في قاعدة بيانات الأفلام على الإنترنت